# Maksim Mongužukovič Munzuk
Maksim Mongužukovič Munzuk (in russo Максим Монгужукович Мунзук?; 2 maggio 1910 – Kyzyl, 28 luglio 1999) è stato un attore, cantante e compositore russo di etnia tuvana, uno dei fondatori del Teatro Regionale di Tuva.

## Biografia
Nato il 2 maggio 1910 (secondo altre fonti il 15 settembre 1912), fu un attore estremamente versatile e creativo. Fu anche cantante di musica folk, compositore ed insegnante di musica. È ricordato soprattutto per la bellissima interpretazione di Dersu Uzala (Premio Oscar per il miglior film straniero, nel 1976) nell'omonimo film del regista giapponese Akira Kurosawa.

## Filmografia
- Пропажа свидетеля (Propaža zvidetelja) (1971)
- Dersu Uzala - Il piccolo uomo delle grandi pianure (Дерсу Узала) (1975)
- Предварительное расследование (Predvaritel'noe rassledovanie, "Preliminary Investigation") (1978)
- Прогулка, достойная мужчин (Progulka, dostojnaja mužčin, "Walk Worthy for the Man") (1979)
- Последняя охота (Poslednjaja ochota, "The Last Hunt") (1979)
- Siberiade (Sibiriada) (1980)
- Валентина (Valentina) (1981)
- Месть (Mest, "Revenge") (1989)